# 조남 분기점
조남 분기점(鳥南分岐點, Jonam Junction, 조남JC)은 경기도 시흥시 조남동에 설치된 서해안고속도로와 수도권제1순환고속도로가 만나는 분기점이다. 계획 당시 가칭은 논곡 분기점이었다.

## 연혁
- 1992년 8월 20일 : 분기점 신설을 위해 반월도시계획시설 교통광장에 시흥시 조남동 일대를 논곡 분기점으로 고시[1]
- 1994년 1월 7일 : 반월 도시계획시설 교통광장 면적 변경[2]
- 1999년 11월 26일 : 서울외곽순환고속도로 산본 나들목 ~ 장수 나들목 구간 개통에 따라 조남 분기점으로 영업 개시[3]
- 2001년 8월 25일 : 서울안산고속도로가 서해안고속도로에 편입되면서 서해안고속도로의 분기점이 됨.
- 2010년 3월 31일 : 서해안고속도로 안산 ~ 일직 구간 왕복 8 ~ 10차선 확장 공사를 위해 시흥시 도시계획시설 교통광장 면적 변경[4]

## 구조물 정보
직결램프가 포함된 클로버형 입체 교차로이며 서해안고속도로 서울 방향에서 수도권제1순환고속도로 고양 방향으로 이어지는 램프가 직결형이다.
- 위치: 경기도 시흥시 조남동

## 접속하는 노선

### 무안・서울방면
- 서해안고속도로 (33번)

### 고양・성남방면
- 수도권제1순환고속도로 (29번)